# Rifugio Biasagn
Das Rifugio Biasagn (deutsch Biasagnhütte) ist eine Schutzhütte des Patriziato von Biasca im hinteren Val Pontirone, einem Seitental des Rivieratales, auf dem Gebiet der Gemeinde Biasca im Kanton Tessin in den Lepontinischen Alpen auf einer Höhe von 2020 m ü. M.

## Geschichte
Die Steinhütte wurde 1985 vom Patriziato unter Mitarbeit mehrerer Bürger von Biasca renoviert. Sie steht auf der Sonnenseite des Val Pontirone direkt unterhalb des Kammes, der das Val Pontirone vom Val Cumbra (ein Seitental des Val Malvaglia) trennt. Von der Hütte hat man einen Panoramablick über das ganze Tal.
Die Selbstversorgerhütte hat 4 Betten, ist unbewartet und immer geöffnet. Sie hat eine Küche mit Holz und Gas.

## Hüttenzustiege
- Von Fontana (Val Pontirone) (1347 m ü. M.) via Mazzorino in 2 Stunden, Schwierigkeitsgrad T2. Fontana ist mit dem Auto erreichbar.[5]
- Biasca (302 m ü. M.) in 8 Stunden, T3. Biasca ist mit öffentlichen Verkehrsmitteln erreichbar.

## Nachbarhütten und Übergänge
- Rifugio Alpe di Giümela, Val Pontirone, (1807 m ü. M.) in 3 Stunden, T3.
- Capanna Cava, Val Pontirone, (2066 m ü. M.) via Biborgh in 3 Stunden, T2.
- Pass Giümela (2117 m ü. M.): von Biborgh über den Pass Giümela nach Rossa (1069 m ü. M.) im Calancatal, T3.